# ساتورو كوباياشي
ساتورو كوباياشي (باليابانية: 小林覚 ) (و. 1959  م) هو لاعب غو محترف ‏ ياباني، ولد في ماتسوموتو، ناغانو.